# Cur deus homo
Cur deus homo (lateinisch für „Warum Gott Mensch wurde“) ist ein theologisches Werk des Benediktinermönches Anselm von Canterbury, das vermutlich zwischen 1094 und 1098 entstanden ist. In diesem Werk vertritt Anselm die Satisfaktionslehre.

## Inhalt
Es soll mit zwingenden Vernunftgründen bewiesen werden, dass Gott notwendig Mensch werden musste, um die Erbsünde, in der sich die Menschheit befindet, durch eine angemessene Gegenleistung wieder aufzuheben. Die Beweisführung erfolgt in dem zweibändigen Werk in der Form eines Dialoges, den der Autor Anselm mit dem möglicherweise fiktiven Mönch Boso führt.
Während des Dialoges einigt man sich, dass der Mensch Gott gegenüber Genugtuung (Satisfaktion) zu leisten habe, die die begangene Sünde angemessen ausgleicht, damit dadurch die Rechtsordnung wieder hergestellt werden kann. Dahinter steht die Idee der Lehnspflicht zwischen dem Herren und Vasallen, die zu dieser Zeit gültig war.
Nach diesem Verständnis wäre eine entsprechende Genugtuung der Tod eines sündlosen Menschen, um das von der Menschheit begangene Vergehen der Erbsünde auszugleichen. Da der Mensch diese notwendig zu erbringende Genugtuung aufgrund seines gefallenen Status unmöglich selbst erbringen kann, wäre Gott dazu gezwungen, die gesamte Menschheit zu verwerfen, was er allerdings als Herr, der sich seinem Vasallen als Gegenleistung für seine erwiesenen Dienste verpflichtet hat, Schutz zu gewähren, nicht tun darf. 
Dieses Dilemma zwischen Gerechtigkeit und Barmherzigkeit führt dazu, dass Gott Mensch werden musste, um diese Genugtuung leisten zu können: Dieser Gottmensch Jesus Christus kann nämlich die Menschheit mit Gott durch seinen Kreuzestod versöhnen, da er als sündloser Mensch durch seinen Tod eine Genugtuung erbringen kann, die die Erbsünde angemessen ausgleicht.

## Bedeutung
Das wirklich Neue in Anselms Satisfaktionslehre ist der Gedanke der necessitas. Während Augustin den Modus unserer Erlösung nur als den angemessensten bezeichnet hatte (quo convenientior alius non fuit), wollte Anselm die Notwendigkeit des von Gott eingeschlagenen Weges darlegen. Das schloss zwei  neue Gedanken ein: Erstens den, dass Gott ohne satisfactio nicht hätte verzeihen können. Zweitens, dass eine unendlich wertvolle satisfactio, wie der Tod des Gottmenschen sie darstellt, unumgänglich war, weil die Schuld des Menschen als eine unendliche gedacht werden muss.
Der Ansatz der necessitas hat sich nicht durchgesetzt. Sowohl Abaelard († 1142) als auch dessen Gegner Bernhard von Clairvaux († 1153) und Wilhelm von Saint-Thierry († ca. 1148) halten gegen Anselm fest, dass Gott auch auf andere Weise, als er es getan hat, die Menschen habe erlösen können.

### Ausgaben
- Franciscus Salesius Schmitt (Hrsg.): Cur deus homo: Untersuchungen. Lateinisch-deutsche Ausgabe. 5. Auflage. Stuttgart-Bad Cannstatt 1995.

### Sekundärliteratur
- Felix Hammer: Genugtuung und Heil. Absicht, Sinn und Grenzen der Erlösungslehre Anselms von Canterbury. 1967.
- John Mc Intyre: St. Anselm and his critics. A re-interpretation of the Cur Deus homo. Edinburgh 1954.
- Gerhard Gäde: Eine andere Barmherzigkeit. Zum Verständnis der Erlösungslehre Anselms von Canterbury. Würzburg 1989.
- Georg Plasger: Die Not-Wendigkeit der Gerechtigkeit. Eine Interpretation zu „Cur Deus homo“ von Anselm von Canterbury. Münster 1993.